# 眉山 (徳島市)

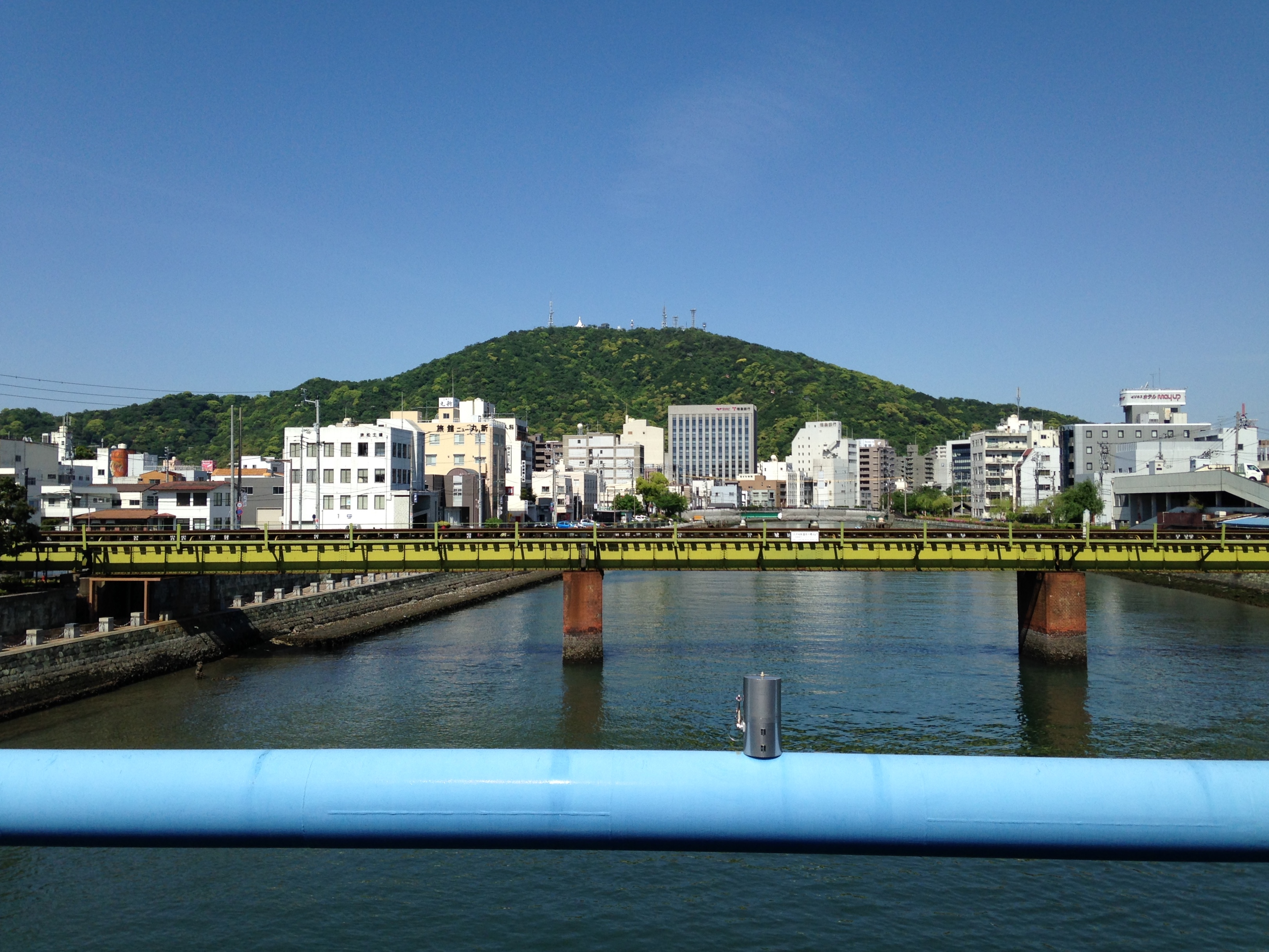
眉山と新町川

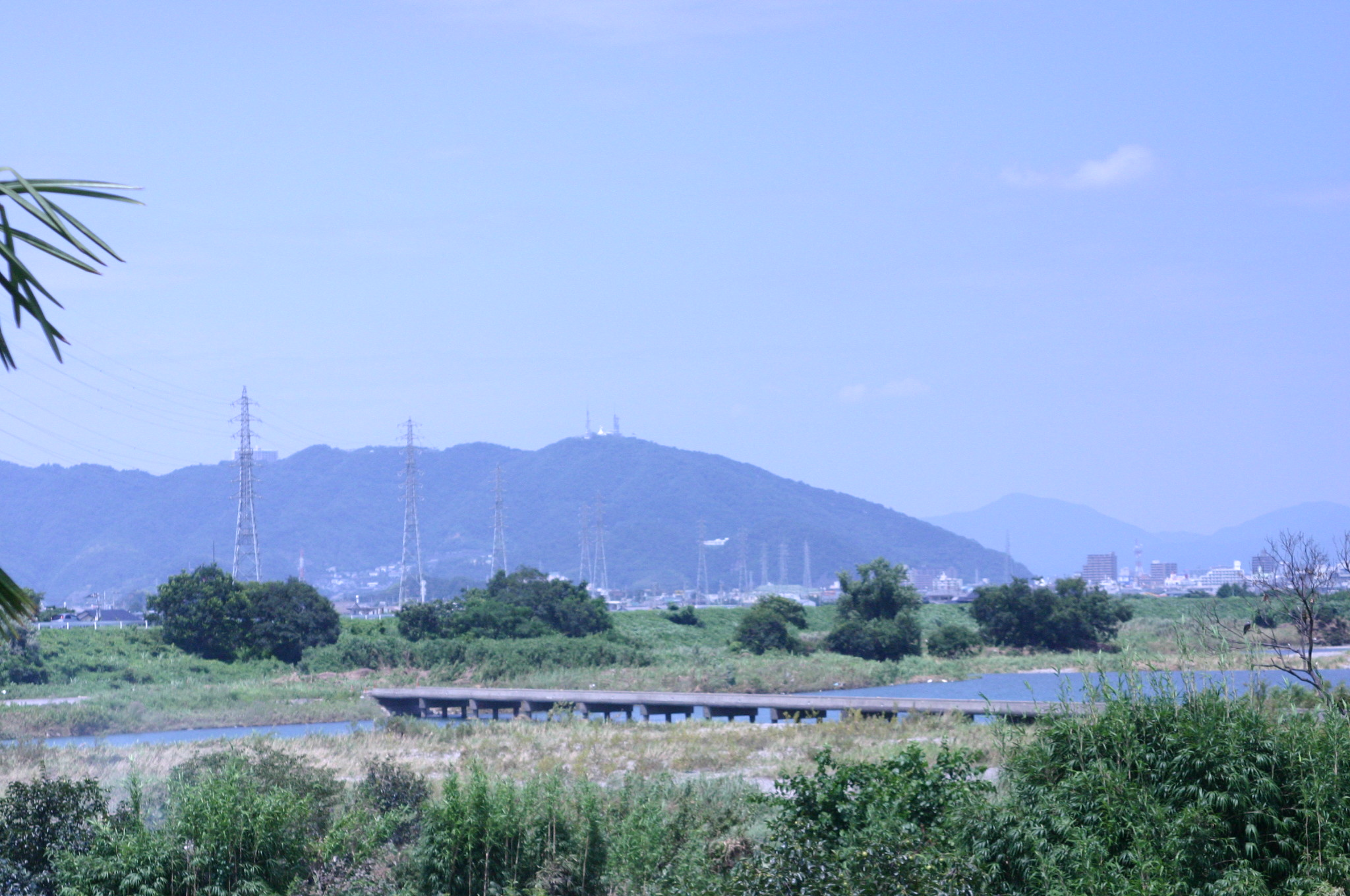
南側から望む眉山手前は勝浦川

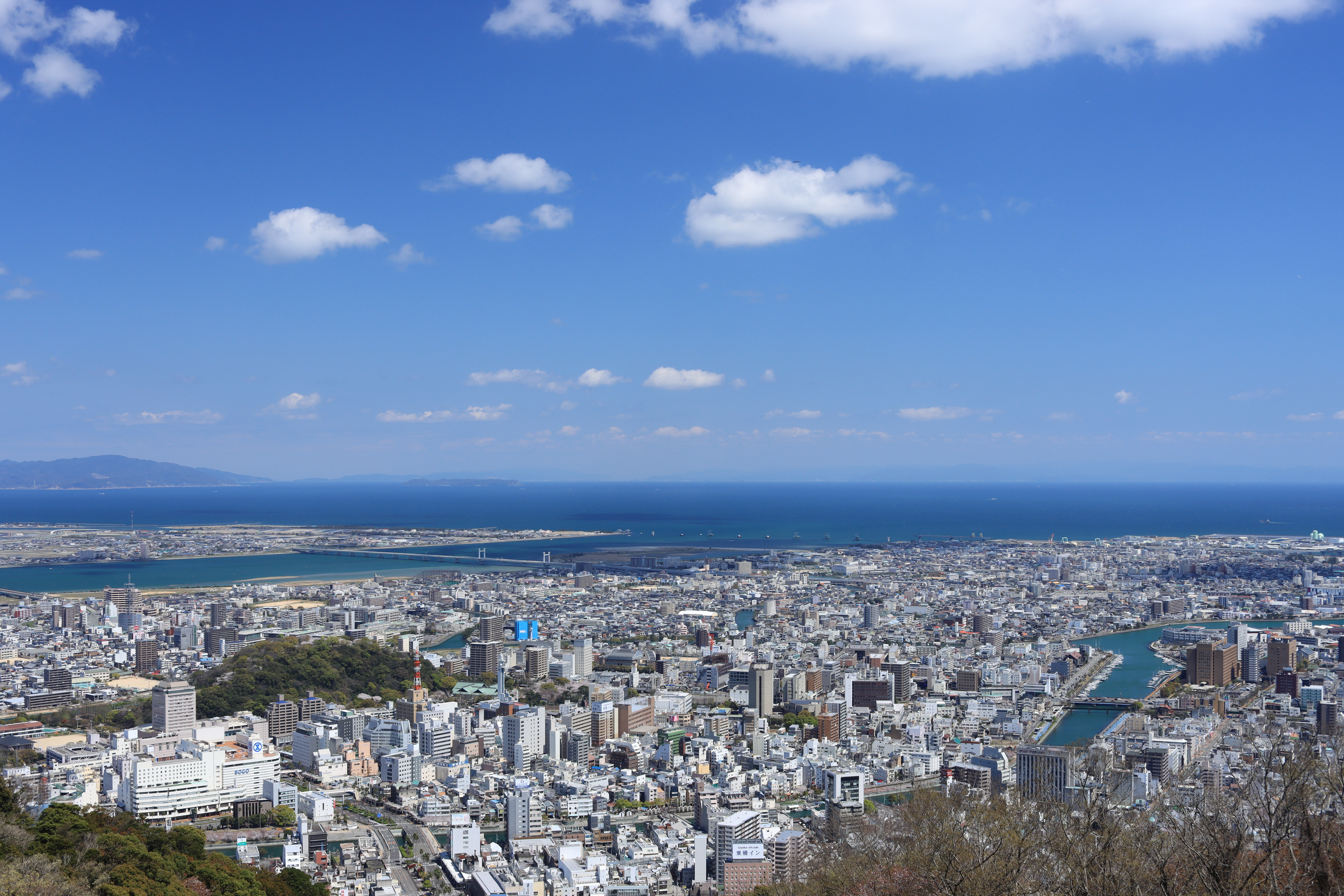
山頂から望む徳島市街

眉山（びざん）は、徳島県徳島市にある山。徳島市のシンボル的存在として親しまれている。
どの方向から眺めても眉の姿に見えることからその名がついたといわれる。徳島県立城南高等学校や徳島市立高等学校をはじめ徳島市内にある多くの学校では校歌の歌詞に「眉山」が登場する。2007年にはここを舞台にした映画『眉山-びざん-』が公開された。とくしま88景に選定。

## 地理
徳島市街に隣接し、徳島市の景観を代表する山となっている。
最高地点は山の中央部にある標高290mの峰だが、徳島市中心街に近い東部にある標高277mの峰が広く山頂と呼ばれている。最高地点には登山道の途中の小さな休憩所があるのみだが、山頂付近は比較的開発が進んでいる。
山麓には春日神社や願成寺等の神社や寺院が集中している寺町界隈や眉山湧水群がある。
一帯は眉山公園となっている。西部には西部公園、地蔵越がある。また眉山ロープウェイ、眉山ドライブウェイが通っている。中腹には神武天皇像と明治天皇像があり、かつては大滝山三重塔が存在した。

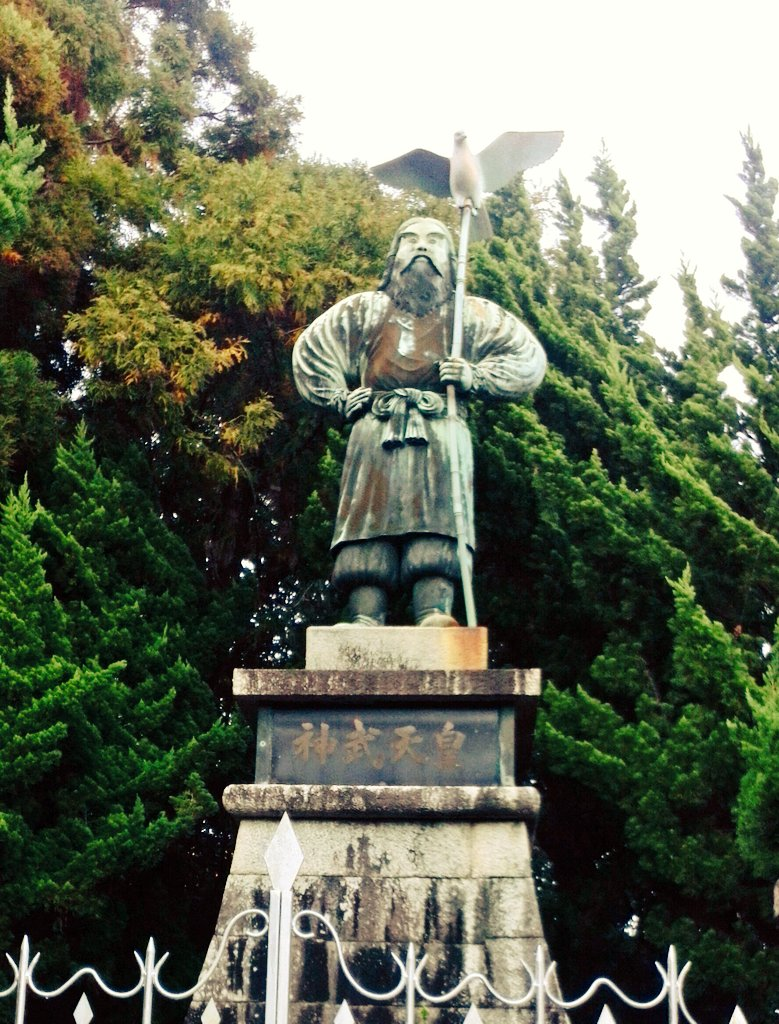
神武天皇像
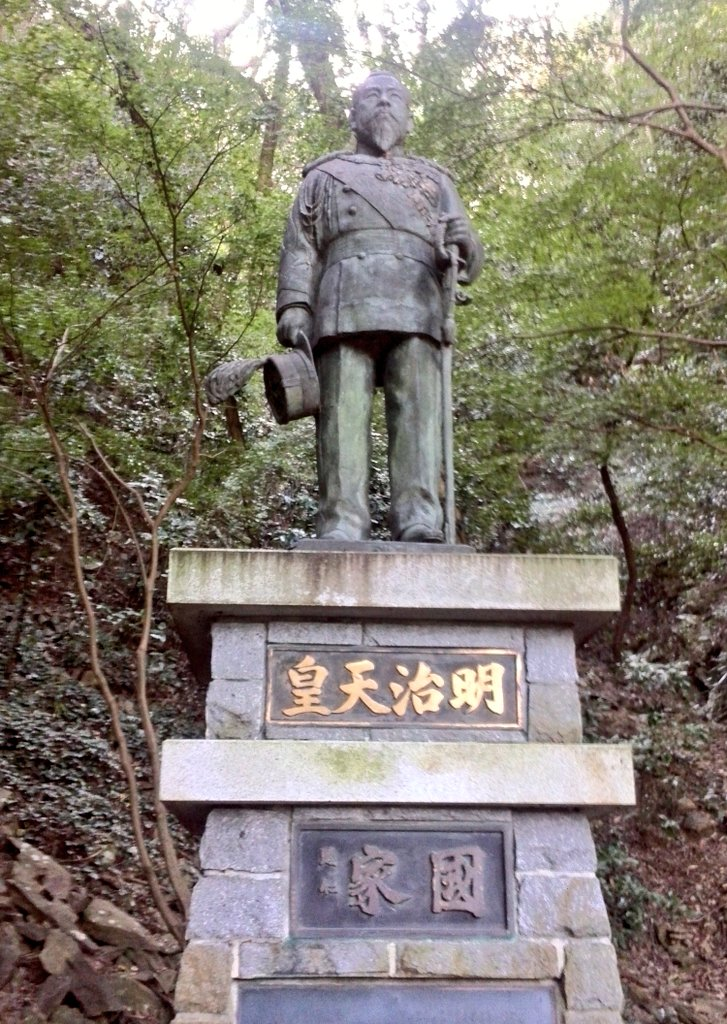
明治天皇像

### 山頂
山頂からは徳島市内をほぼ一望でき、天気の良い日なら淡路島や和歌山県の紀伊山地も望む事ができる。
山頂には種々の自然交流施設や明治天皇碑、太平洋戦争戦没者を慰霊するパゴダ（ミャンマー式の仏塔）、賀川豊彦の文学碑、一等三角点「眉山」、眉山送信所、眉山ロープウェイ山頂駅などがある。
山頂一帯は眉山公園になっており、自動車でアクセスできる。桜（徳島市の市の花）の名所である。毎年秋に眉山山頂秋フェスタが開かれ、2009年からはマチアソビと併催されている。

## 歴史
万葉集に春三月（やよひ）、難波宮に幸（いでま）す時の歌として「眉（まよ）のごと雲居に見ゆる阿波の山かけて榜ぐ舟泊（とまり）知らずも」（船王：ふねのおおきみ）と詠われている。
「眉のように遥かに見える阿波の山 その山を目指して漕ぐ船 停泊する港はどことも知れないのだ」
天平6年（734年）3月、聖武天皇の難波行幸に従駕したときの作とされている。「眉のごと雲居に見ゆる阿波の山」が「眉山」であるとされる。
明和3年（1766年）、徳島藩主・蜂須賀重喜によって北面に藩主一族の万年山墓所が築かれ以後歴代藩主と一族の墓が営まれた。

### 景観問題
近年では、眉山にほど近い西新町地区において徳島市が構想・計画している再開発事業による景観への影響が議論となっている。
徳島市では神戸・大阪など京阪神へのショッピング客の流出により、かつては徳島駅前と並ぶ商業の中心地であった東新町・西新町の両商店街では著しい空洞化現象が起きており、これらの地域の抜本的な再開発が議論されてきた。徳島市ではおりしも市立文化センター（徳島市徳島町城内1番地）の経年化・老朽化が激しくなってきていたことから、西新町地区に音楽・芸術ホール（仮称）を核とする3棟（施設棟・住宅棟・駐車場棟）・22階からなる複合施設を建設する再開発計画を発表した。
計画では商店街の店舗などを中心とする商業施設は施設棟の1階ないしは住宅棟の1～2階に入る予定とされ、核となる音楽・芸術ホールは施設棟の2～6階に入る予定とされている。また、住宅棟の3～22階は分譲マンションとして整備・販売される予定であるという。建設に要する数百億円の事業費については、分譲マンションの販売益や取り壊される予定の文化センター跡地の売却益を充てるものとされている。
この再開発により眉山の目と鼻の先に高層建築物が登場することになり、これにより眉山からの景観、徳島駅前から見た眉山の景観の双方を著しく損なうおそれがあるというものである。これについては財政問題と相まって市民の間でも賛否両論があるほか、事業執行時には補助金を支出することになる県も財政問題を理由に事業執行・補助金拠出に難色を示しておりこの県の姿勢をめぐって県と市の間で対立が生じている。

## 放送送信所・通信施設
山頂にはNHK徳島放送局、四国放送及びエフエム徳島がテレビ放送とFM放送の送信所を設けている。また、コミュニティFMのエフエムびざんや地上デジタル放送の送信所もここに設けられる。徳島県防災行政無線や警察庁などの業務無線局も設置されている。

## 主な名所

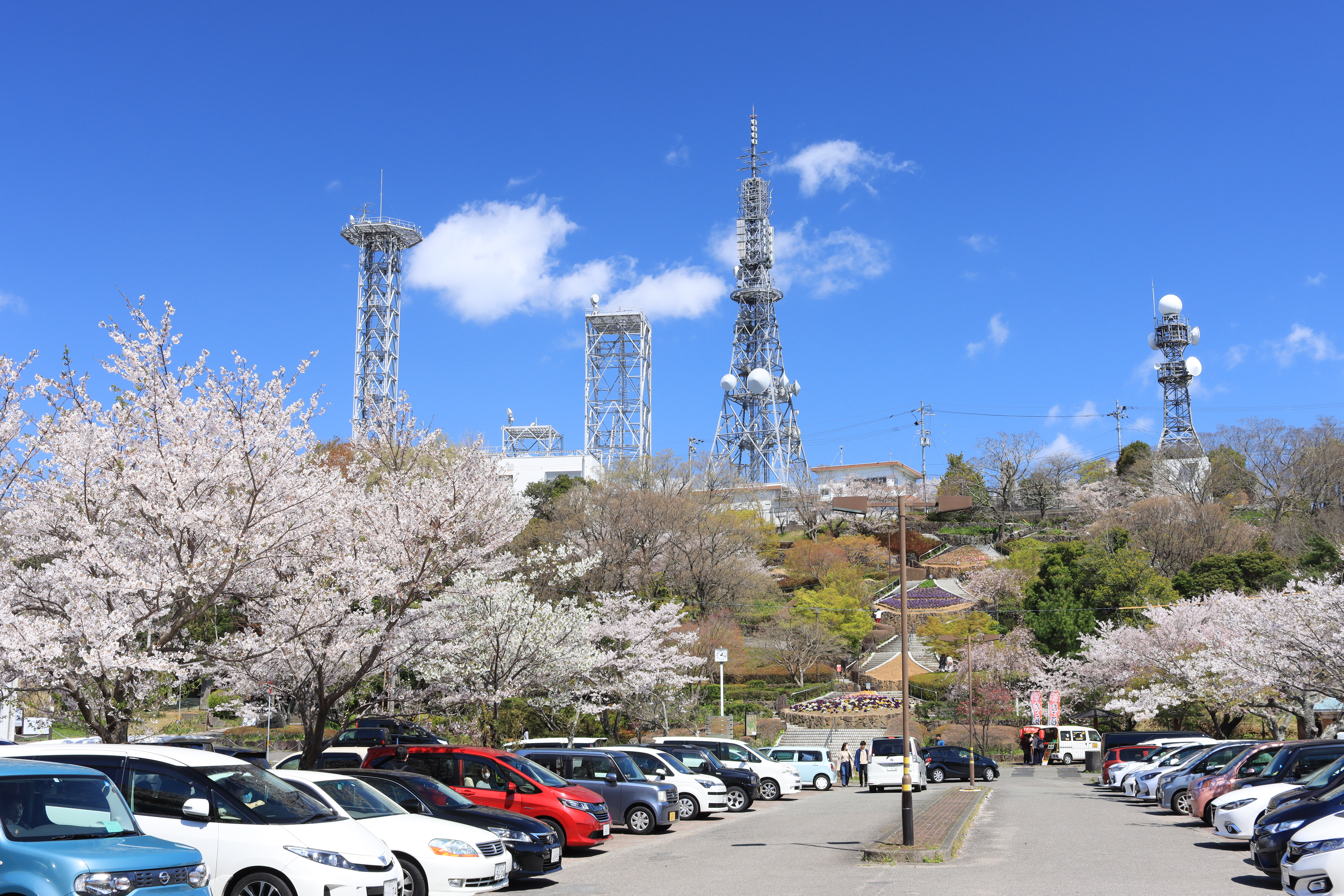
眉山公園

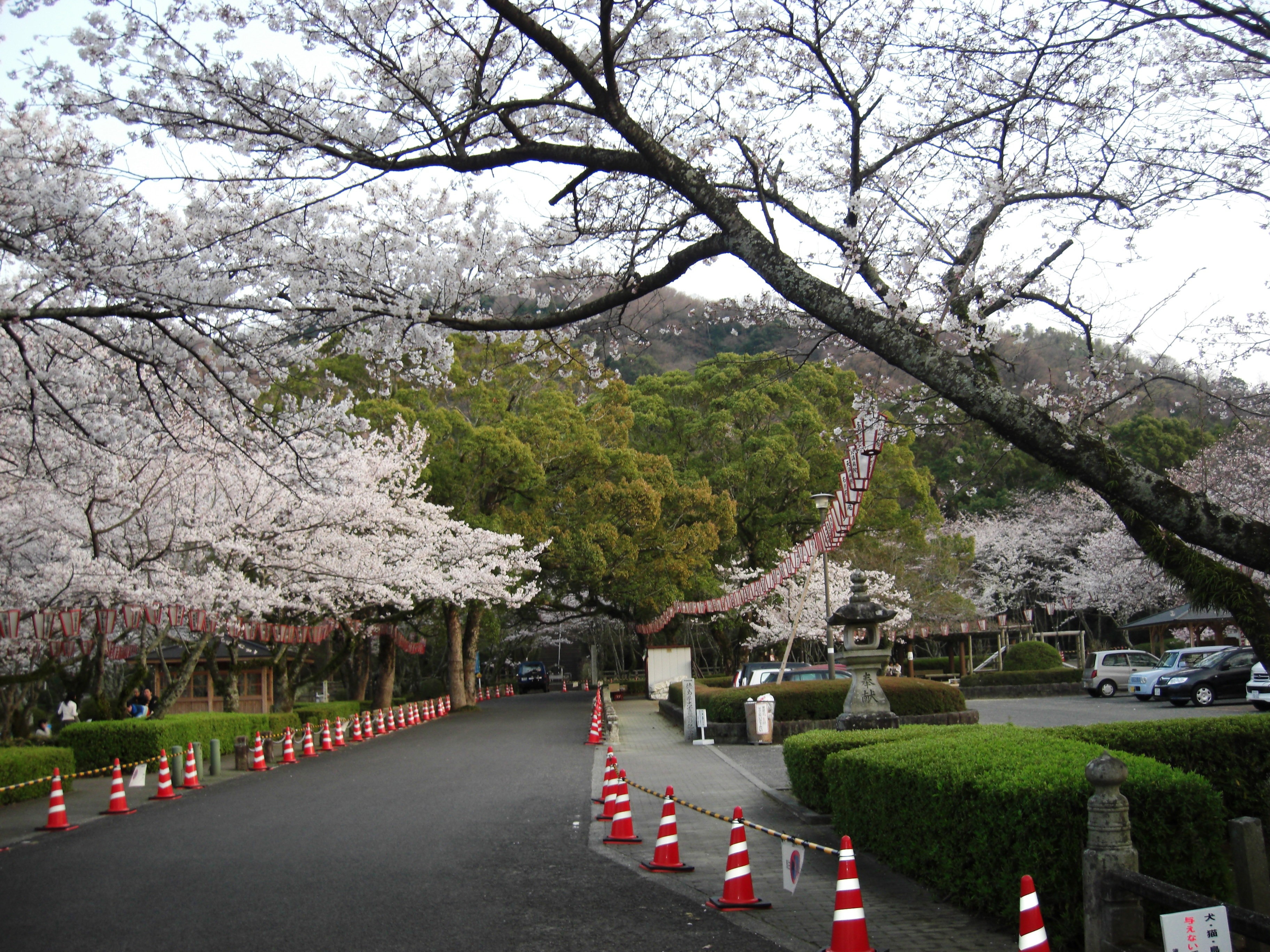
西部公園

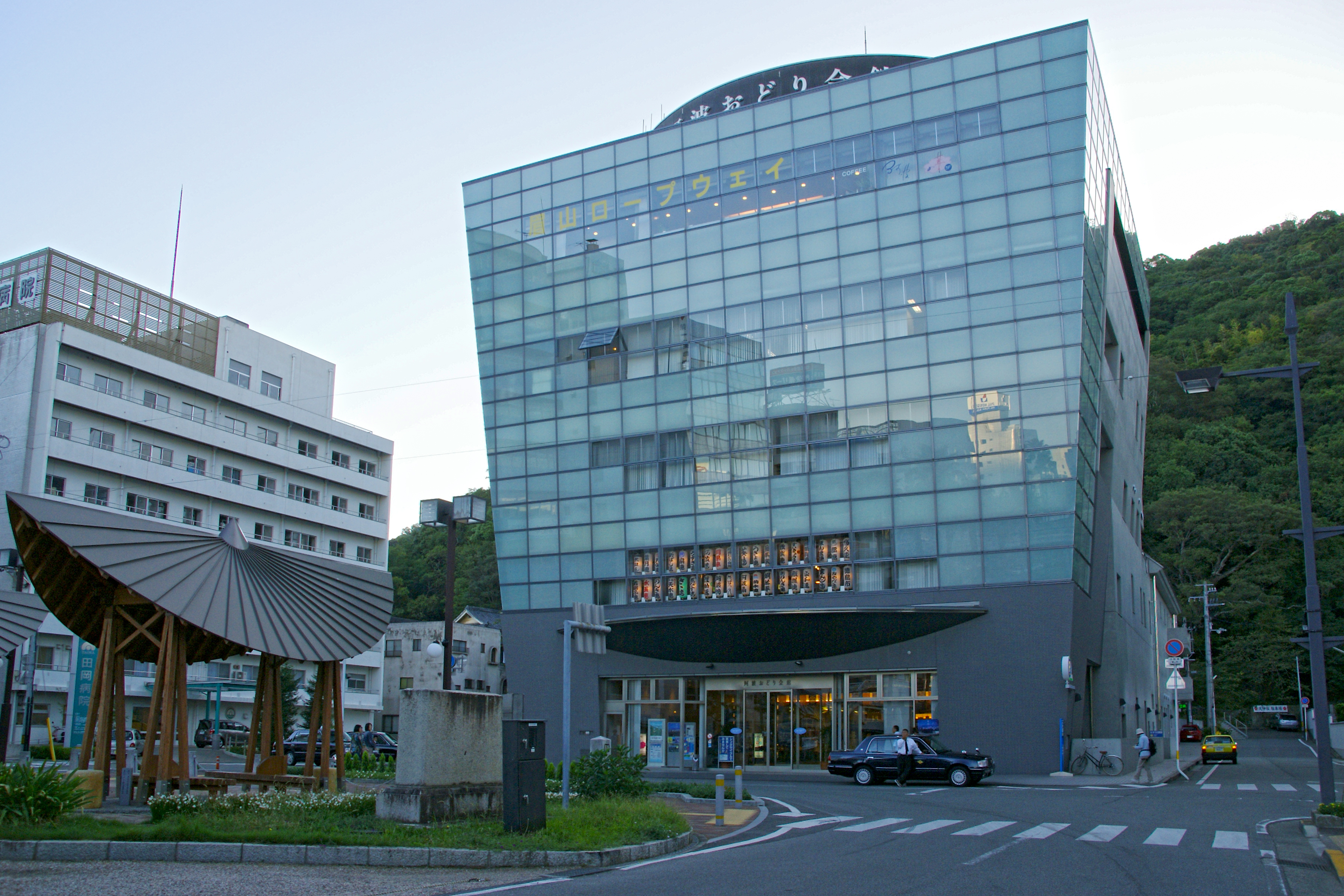
阿波おどり会館

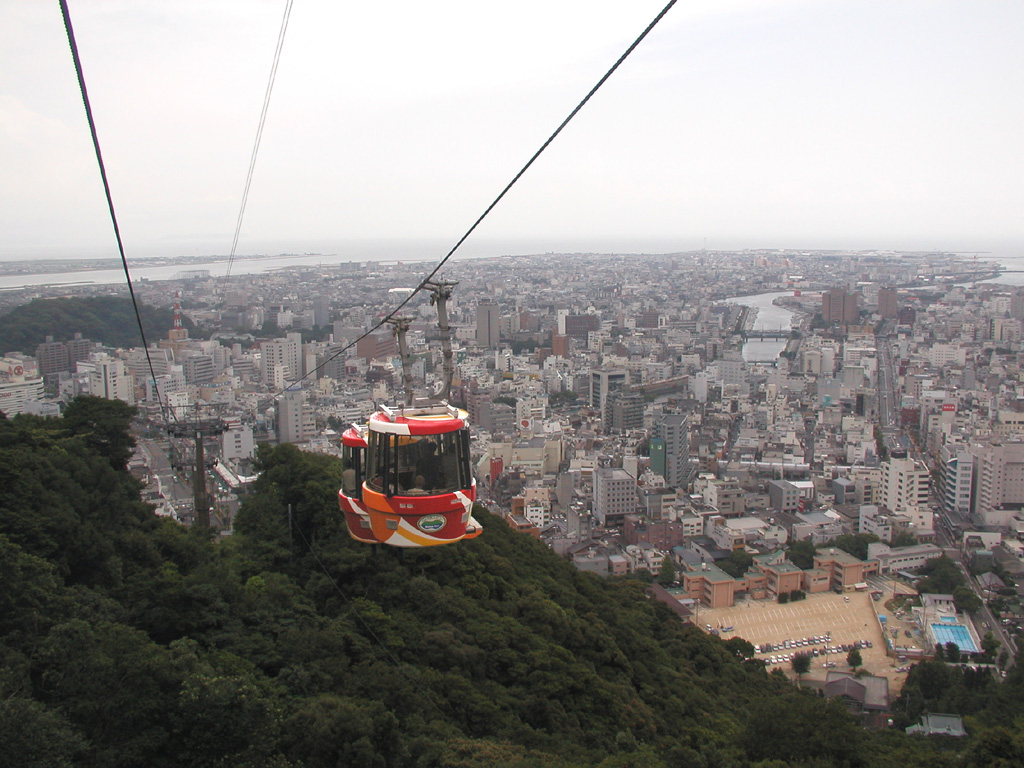
眉山ロープウェイ

### 自然
- 白糸の滝 - とくしま市民遺産選定
- 眉山湧水群 - とくしま水紀行50選、とくしま市民遺産選定

### 公園
- 眉山公園
  - パゴダ平和記念塔
  - 眉華鏡
  - モラエス館 - 閉館
- 西部公園

### 社寺・史跡
神社
- 忌部神社
- 徳島眉山天神社
- 春日神社
- 八坂神社
- 三島神社
- 諏訪神社
- 八幡神社
- 金刀比羅神社
- 黒岩神社
- 銅之鳥居八幡神社
- 七社神社
- 瑜伽大権現
- 椎宮八幡神社
- 産八幡神社
- 南庄町八幡神社
- 加茂神社
- 豊崎八幡神社

寺院
- 瑞巌寺
- 地蔵院 - 新四国曼荼羅霊場75番、阿波六地蔵霊場2番
- 清水寺 - 阿波秩父観音霊場31番、徳島七福神霊場・寿老人
- 大安寺
- 光仙寺 - 	阿波秩父観音霊場32番、徳島七福神霊場・毘沙門天
- 竹林院 - 阿波秩父観音霊場34番
- 滝薬師

遺跡・古墳
- 勢見山古墳（ササキの抜け穴）

### その他
- 阿波おどり会館
  - 眉山ロープウェイ
- モラエス通り
- 眉山カントリークラブ
- 八万温泉

## 交通

### 鉄道
- 高徳線徳島駅から徒歩で南西600mに眉山ロープウェイ山麓駅、7分で山頂駅。

### 道路
| 道路               | 所在地                        | 画像 |
| ------------------ | ----------------------------- | ---- |
| 眉山ドライブウェイ | 徳島市加茂名町 - 徳島市眉山町 |      |
| 眉山パークウェイ   | 徳島市城南町 - 徳島市眉山町   |      |

## 眉山を題材とした作品
- 眉山 - さだまさしの小説及びそれを原作とする映画、テレビドラマ、舞台、楽曲。
- 眉山の雨 - 夏木綾子の楽曲